# Orthostichopsis fornicata
Orthostichopsis fornicata là một loài rêu trong họ Pterobryaceae. Loài này được B. H. Allen & W.R. Buck mô tả khoa học đầu tiên năm 2010.